# Rok Stipčević
Rok Stipčević, (nacido el 20 de mayo de 1986 en Maribor, Eslovenia) es un jugador de baloncesto croata. Con 1.86 de estatura, su puesto natural en la cancha es el de base. 

## Trayectoria
- KK Zadar (2003-2006)
- KK Borik-Puntamika (2005-2006)
- KK Zadar (2006-2010)
- Cibona Zagreb (2010-2011)
- Pallacanestro Varese (2011-2012)
- Olimpia Milano (2012-2013)
- Victoria Libertas Pesaro (2013)
- Tofaş Spor Kulübü (2013-2014)
- Pallacanestro Virtus Roma (2014-2015)
- Dinamo Sassari (2015-2018)
- BC Lietuvos Rytas (2018-2019)
- Fortitudo Bologna (2019-2020)
- KK Krka Novo Mesto (2020- )